# Chañarcillo (obra de teatro)
Chañarcillo es una obra teatral escrita por Antonio Acevedo Hernández, que pertenece al teatro social y nacional chileno. Fue estrenada en 1936, en medio de la crisis que provocó el cine sonoro en la dramaturgia nacional. La obra se contextualiza en el año 1842 en las minas del norte de Chile durante el auge de la plata. A este lugar concurren emigrantes, trabajadores y aventureros para hacerse millonarios con el descubrimiento de algún filón de metal. Se presentan distintos tipos de personajes, está la envidiosa, el ambicioso, el estafador, el egoísta, el generoso, el anciano, el sabio, el nuevo rico, el valiente y fuerte, el violento, entre otros. Además, posee bailes, canciones y ritos propios de lo nacional.

## Personajes de la obra

### Principales
-La Carmen: tiene 25 años, es morena y resuelta. Todos los hombres están enamorados de ella, pues algunos creen que es guapa (otros que no es agraciada, pero igual merece su cariño), simpática y varonil (el estereotipo de la mujer varonil como algo positivo), esto es, representa una mujer completa. En cambio, La Planchada la encuentra fea, debido a que la envidia. Trabaja en la taberna de don Patricio.
-Pedro El Suave: es el minero más respetado por sus compañeros, debido a su fuerza y a su temple siempre calmado. Le gusta la Carmen en secreto, ayuda a su amigo el Chicharra a conquistarla y hacerla feliz. Ante de ser minero, era un hombre con estudios que se lanzó al desierto, debido a una pena de amor.
-Juan El Chicharra: es un minero que viene del sur, le gusta cantar y es aventurero. Al igual que el resto de los hombres está enamorado de la Carmen, sale al desierto junto a Pedro el Suave en busca de un filón de plata para poder hacerla feliz y adinerada, al volver de su travesía Carmen se queda con él.
-Anita La Risueña: viene de Santiago, es una muchacha bajita, ingenua, entrada en carnes, puede tener catorce como veinte años, se caracteriza porque ríe y llora a la vez. Trabaja en la taberna de don Patricio. Es acosada por el Cerro Alto y Gabino Atienza.
-A. Donoso El Cerro Alto: es un minero de alta estatura y de gran fuerza, todos le temen, es agresivo, atormenta a la Risueña con poseerla y besa a la Carmen a la fuerza. A la mitad de la obra se arrepiente de su actitud y le profesa su amor a la Risueña.

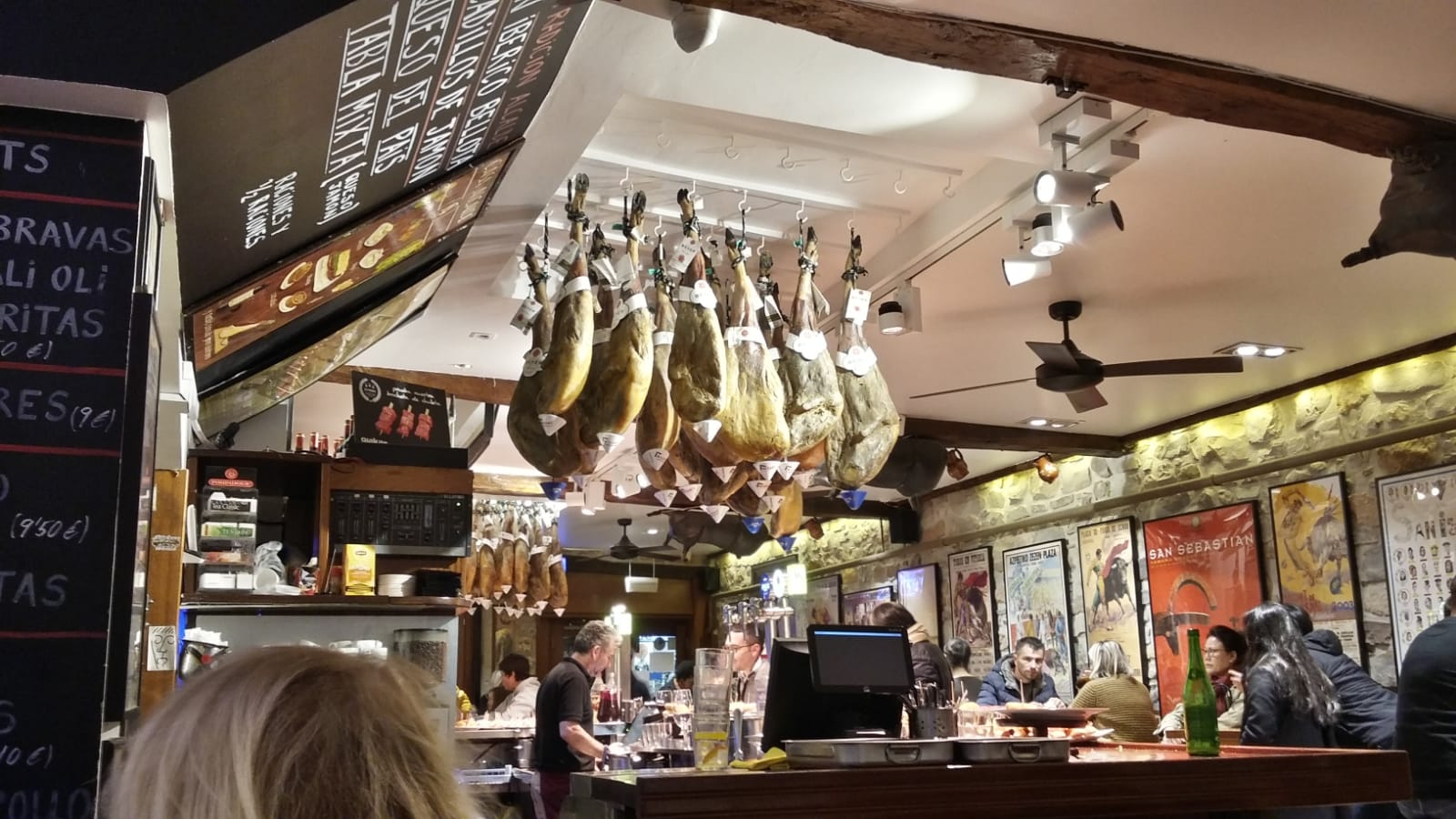
La taberna de don Patricio, siempre atiborrada de todo tipo de objetos y lugar de distensión para los mineros.

-Don Patricio: gordo y satisfecho, muy cruel o muy indiferente, agente y promotor de todo lo que pueda producir dinero. Es el dueño de una taberna donde se vende de todo, desde el vino, comestibles, artículos femeninos de lujo, arreos de mineros y perfumes. Estafa a Germán Cárdenas y se hace copropietario de la Mina Olvidada. En venganza por su fechoría, Germán El Verde Cárdenas les dispara.
-Meneses: socio de don Patricio, estafa a Cárdenas y se convierte en copropietario de la Mina Olvidada. Es asesinado por Germán Cárdenas.
-Germán El Verde Cárdenas: es de Chillán, tiene cuarenta años, de buen aspecto, fue a Chañarcillo a enriquecerse y no tiene idea de la gente con la que trata, es generoso y algo ingenuo. Secretamente gusta de Carmen. Es estafado por Patricio y Meneses en 15.000 pesos (gran cantidad de dinero en la primera mitad del siglo XIX en Chile). Es el propietario legítimo de la Mina Olvidada, un filón de plata, y va a juicio para que se haga justicia, pero antes les dispara. 
-Maclovia La Planchada: mujer de edad indefinible, flaca, sin formas, es una celestina consagrada y repugnante, se alegra de las desdichas de otros y envidia las victorias ajenas. Odia a la Carmen. Trabaja de camarera en la taberna de don Patricio. Al final de la obra ella queda a cargo de la taberna, dado las heridas que sufrió el dueño.
-Gabino Atienza: es el nuevo minero rico del pueblo, pues descubrió un filón de plata que lo hizo millonario de un día para otro. Desea a la Carmen y hace una fiesta en su homenaje, sin embargo, esto no es suficiente para conseguir su amor, ella lo rechaza toda la obra. Desperdicia su fortuna en fiestas y alcohol, pues conserva sus antiguos gustos basados en que la felicidad está en el derroche. Al final de la obra termina pobre nuevamente.
-Olivero Muñoz Ño Se Fue: es un minero anciano, trabajó en la mina de plata de la familia Matta, llamada Güena Esperanza, en la mina de la familia Gallo, de nombre Descubridora, ha trabajado en minas desde Chañarcillo a Lomas Bayas, ha recorrido Chile desde Mejillones hasta Valdivia, ha andado por el mar y por la tierra.

### Secundarios
-Las Cantoras: ellas cantan y hacen pequeñas intervenciones en el relato, entre estas está Matilde. Son una colectividad.
-Las Tañedoras: acompañan en la música a la Cantoras, ocupan instrumentos como el arpa y la guitarra.
-Los Mineros: grupo de hombres que gasta su dinero en la taberna, se ríen del accionar violento del Cerro Alto contra la Risueña, golpean en conjunto al Gringo, avalan la humillación de la Carmen, entre otras situaciones. Representan a una colectividad. 
-Santiago El Mayordomo: trabaja para Meneses y don Patricio. Es el encargado de que todo vaya bien en la Mina Olvidada y de relacionarse con los mineros. Trabajó en otras minas para la familia Matta.
-Juan Chancaca: minero soplón y servidor de Meneses.
-El Gringo: es descrito como un yanqui joven que desprecia a sus compañeros de trabajo, debido a las creencias de estos. Es el minero que asesina al ave, llamada el “gaucho”, que vivía en la Mina Olvidada como cuidador del mineral, también identificado como el brujo de la mina. Por este acto es golpeado por los demás mineros, dado a que desobedeció las órdenes de los demás compañeros y, de pasada, quebrantó la creencia popular de que cuando muere o se va el “gaucho” sobreviene la ruina y termina la riqueza de la mina en la que este habita.
-El Hombre del Desierto: en torno a su figura está la leyenda que donde él aparezca llegará la muerte, pues según la cultura popular del desierto es “una especie de baquiano” de la muerte. Su verdadera historia es que mató a su esposa, se fue al desierto como ermitaño y encontró un oasis. Al final del tercer acto, una tormenta de arena lleva su cuerpo sin vida por el desierto.
-El Sujeto Bien Vestido: van en busca de la Carmen para que los divierta, la llevan a la fuerza a la taberna y la desnudan.

## Estructura
La obra se divide en cuatro actos que el autor tituló como etapas, la primera de ellas se llama “La pulgada de sangre”, la siguiente etapa tiene el nombre de “El canto del derrotero”, la tercera lleva el nombre de “El de profundis del desierto” y la última etapa se titula “La vuelta”.
-Etapa Primera: La pulgada de sangre.

-Etapa Segunda: El canto del derrotero.

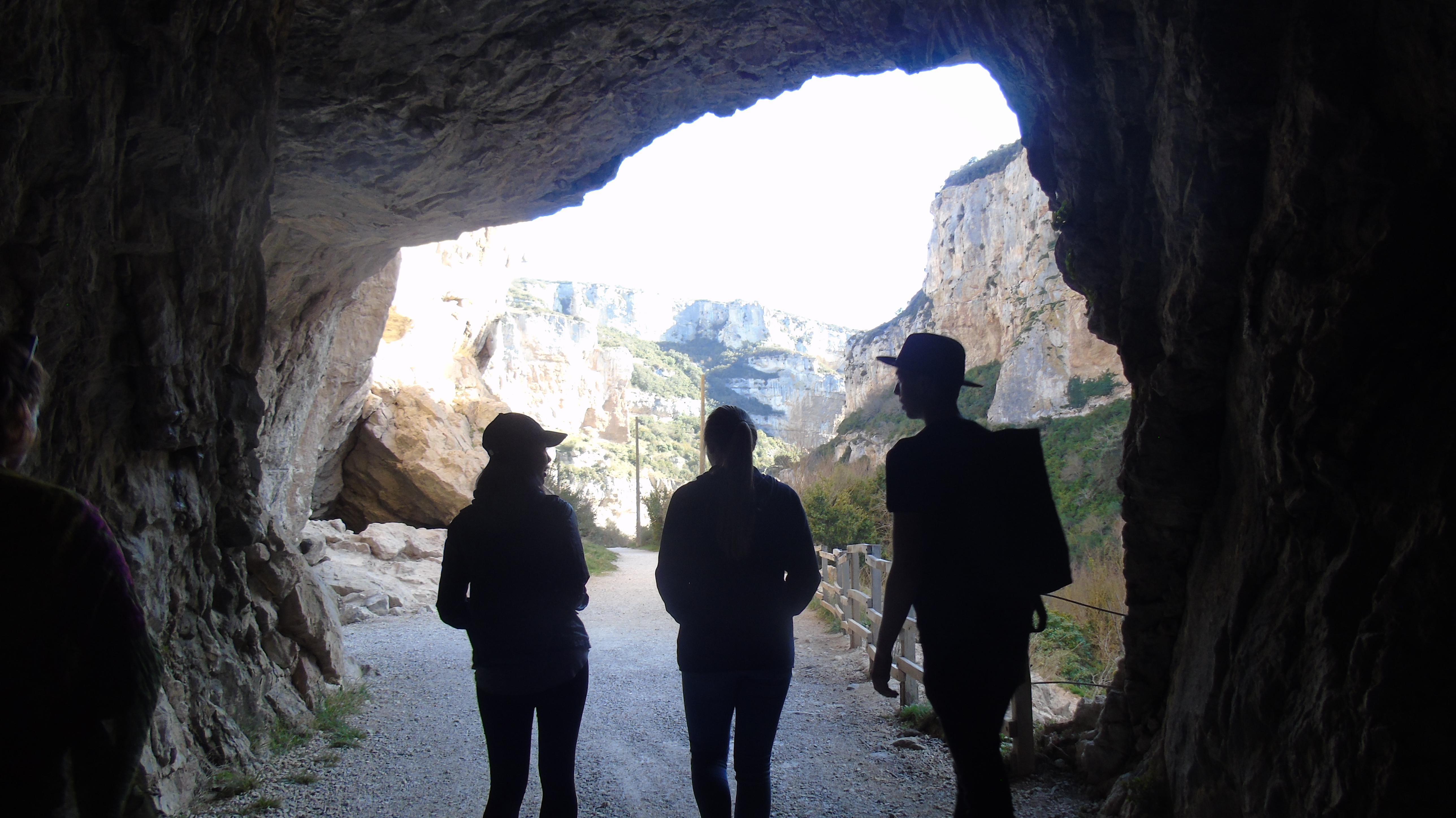
La boca de la mina representa la salida al exterior de los mineros, dejando atrás la oscuridad y el trabajo.

Tres cuadros: el primero es la cancha de minerales, el segundo corresponde a la choza de los mineros y el tercero es el despacho de don Patricio.
-Etapa Tercera: El de profundis del desierto.
Dos cuadros: el primero se llama “El Derrotero”, y el segundo refiere a “El Canto del Minero”.
-Etapa Cuarta: La vuelta.
Preguntas 
¿Quien apuñalo a cerro alto?

## Argumento de la obra

### Etapa primera: La Pulgada de sangre
La historia inicia en una fonda en el pueblo de Juan Godoy, aquí la Risueña sufre los constantes acosos de Gabino Atienza y el Cerro Alto, la Carmen es la única que la defiende ante la colectividad que se encontraba en la taberna observando y riéndose de la situación. Gabino interviene  y comienza un homenaje a la Carmen. Luego, don Patricio engaña al Verde Cárdenas fingiendo que junto a Meneses serán los tres propietarios de la Mina Olvidada, pero todo es una estafa y Cárdenas entrega 15.000 pesos para comenzar la explotación del mineral. Pedro El Suave es el siguiente en defender a la Risueña y se bate a un duelo llamado “pulgá de sangre” contra el Cerro Alto, el juego consiste en pelear con un cuchillo al que se le ha dejado libre sólo una pulgada de fierro para que atraviese la carne. El ganador es Pedro El Suave, mientras que el Cerro Alto queda muy malherido.

### Etapa segunda: El canto del derrotero
El escenario se ambienta en el derrotero, este se divide en tres cuadros: el primero de ellos es una cancha con minerales que corresponde a un puesto de la mina en explotación, otro cuadro es la choza de los mineros y el tercero es el despacho de don Patricio. Comienza en la cancha con minerales, donde el Verde Cárdenas y el Mayordomo discuten a gritos, debido a la estafa que el primero sufrió. El Verde Cárdenas saca una pistola, le hace saber que se vengará de sus jefes y se retira enfurecido. De repente se escucha un alboroto en la mina, los mineros explican que el Gringo ha asesinado al “gaucho”, los demás mineros piden que se cumpla la ley de la mina, esto es, que sea asesinado por sus actos. El Gringo es arrastrado por sus compañeros y puesto a disposición de Ño Se Fue, este les ordena a los mineros que guarden sus cuchillos y Pedro El Suave conmina al yanqui a una pelea, que termina por durar segundos, ya que el Gringo es tumbado de un solo golpe. 
Se activa el cuadro de la choza de los mineros, se muestra al Cerro Alto tendido sobre una cama y a la Risueña curando sus heridas. Él resalta las buenas cualidades curativas de ella, además de revelarle que sus heridas dejaron de molestarle hace tiempo, pero no se lo había confesado, porque no quería que se fuera. El Cerro Alto se arrepiente de sus actos y pide el perdón de la Risueña, quien dice que no tiene nada que perdonar, pues siempre ha sido tratada de esta manera. En este instante, el Cerro Alto le dice que la quiere y le propone que sean pareja, la Risueña acepta llorando. La escena finaliza con ellos abrazados. Se oscurece el cuadro de la choza. A continuación, se activa el cuadro del despacho de don Patricio, este entra furioso y acusa a la Carmen de traicionarlo, pues ella declaró ante un juez que don Patricio había estafado a Cárdenas. Don Patricio amenaza con matarla y la vende a Gabino Atienza, pero en ese exacto momento ingresan la Risueña y el Cerro Alto, este último le arrebata la Carmen a Atienza y lo golpea, el Cerro Alto desarma a don Patricio y se apodera del revólver. Se oscurece este cuadro.
Se ilumina nuevamente el primer cuadro, en escena están los mineros y aparece la Carmen con la Risueña y el Cerro Alto, los mineros le piden a la Carmen que oficie la ceremonia de enterrar al “gaucho”, ella acepta emocionada. Después, la Carmen, el Suave y el Chicharra presencian el canto del derrotero a la vez que sobre los cerros se reflejan letras de oro que los convocan a buscar un filón de plata en el desierto que los hará millonarios y felices.

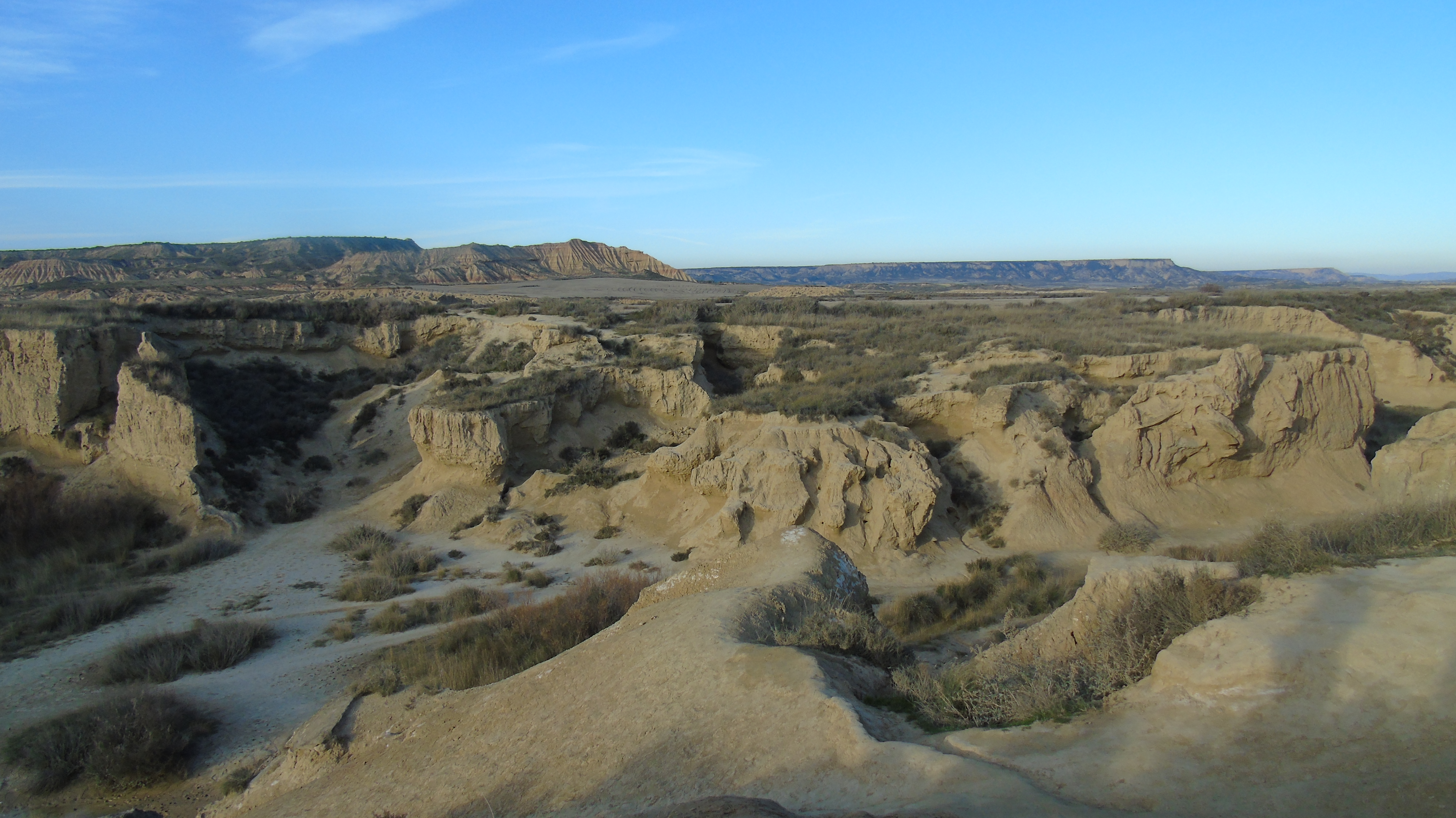
El desierto árido y extenso, es el lugar en el que el Suave y el Chicharra pierden la huella hacia el derrotero.

### Etapa Tercera: El de profundis del desierto
Aquí la obra alcanza un tono épico, pues al Chicharra y al Suave les queda un mínimo de agua, que cuando aparece el Hombre del Desierto deciden compartir con él. Luego, encuentran el Muro de Plata y pasan por travesías que incluyen deshidratación, alucinaciones, beber sangre de guanaco y una tormenta de arena que trae consigo el cuerpo muerto del Hombre del Desierto.

### Etapa Cuarta: La vuelta
Han pasado seis meses desde que el Suave y el Chicharra se fueron en busca del Muro de Plata, la Carmen se encuentra expectante a su llegada, teme que por su culpa estos hayan muerto en el desierto. Al pueblo llega un Sujeto Bien Vestido y sus acompañantes, quienes van en busca de la Carmen para que los divierta, la llevan a la fuerza a la taberna y la desnudan, Ño Se Fue la defiende, pero es reducido y humillado por los Hombres Bien Vestidos y mineros “chusma”. En este instante llega el Cerro Alto, la Risueña y otros mineros, los hombres golpean y aturden a los insolentes, que huyen despavoridos. Finalmente, arriban victoriosos el Suave con el Chicharra, son recibidos con alegría por todos y cuentan que al Muro de Plata lo han renombrado la mina Carmen.

## Contexto histórico teatral

### La minería en Chile
Durante el siglo XX en Chile, la economía del país proliferaba gracias a la explotación de minerales en el norte (Aravena 13). De acuerdo con Aravena, la asociación entre los mineros generó la unión entre el teatro y la cultura popular chilena, debido a que ellos mismos implementaron el teatro obrero y las filarmónicas en los lugares que habitaban (13). Luego, “estas experiencias del teatro obrero pasaron a convertirse en discursos prácticos de clase” (14), que proliferaron un par de décadas más tarde con el teatro universitario y el nexo de este con la política. 

### Crisis económica de 1930
En 1932 subió a la presidencia Arturo Alessandri Palma por segunda vez, la economía del país presentaba una “fuga de capitales transnacionales de nuestro continente [que] empujó a sus Estados a fortalecer a las burguesías nacionales y al desarrollo de sus aparatos institucionales, lo que permitió actualizar el estancado modo de producción capitalista” (Aravena 14). Por ende, la burguesía ganó terreno en el poder y el sector obrero debió adecuarse a los cambios del sistema económico. A continuación, en 1938 subió al poder Pedro Aguirre Cerda, con el apoyo del Frente Popular, según Aravena esta asociación fortaleció el vínculo entre la política y el teatro (14). 

### Teatro itinerante
Durante los años 30 y 40 el Frente Popular impulsó las carpas teatrales como manifestación cultural itinerante (Aravena 15). Luego, a fines de los 40 surgió el teatro universitario, que, como afirma Aravena, correspondía a “movimientos aficionados al interior de los espacios universitarios avalados por la política estatal que dio protagonismo, en este periodo, a la construcción cultural del país” (15). El primero de ellos fue el Teatro Experimental de la Universidad de Chile en 1941, el mismo año se formó el Teatro Experimental de la Universidad Católica, posteriormente se instituyó el Teatro de la Universidad de Concepción en 1945. Los argumentos para constituirse, Cristián Aravena los sintetiza en cuatro pilares: la deficiencia de un campo de desarrollo, fortalecer la dramaturgia chilena, renovar las técnicas y el catálogo tradicional occidental, y estimular el posicionamiento de lo nacional en el mundo (16). De esta manera, la formación de estas organizaciones “marcó un hito modernizador para este arte, ya que contribuyeron al desarrollo de la creación nacional, a la profesionalización y a la institucionalización de este campo” (15), que más tarde fue limitado en tiempos de dictadura. 

### Teatro popular
Los teatros universitarios buscaban incluir a los sectores populares en su público, pero acudían a ellos de forma jerarquizada, pues escenificaban obras clásicas universales que distaban mucho de la realidad del pueblo (Aravena 16). El único que no llevó a cabo un visión vertical del teatro a los obreros, fue Antonio Acevedo Hernández, dramaturgo que se enfocó en “los sectores desposeídos (o ignorantes), posicionándose desde ellos en el teatro hegemónico de su periodo” (Hernández citado en Aravena 17). Por consiguiente, sus obras tenían una perspectiva social, que buscaba poner lo popular en escena, sacar al proletario de la invisibilidad y separar al campesino de lo folclórico. En concreto, Acevedo Hernández estableció al obrero como una nueva figura de lo nacional, a pesar de las disputas que esto generó en su época.
En los 50 el vínculo vertical del teatro universitario con los sectores populares cambió y surgió el teatro popular. Según Aravena, este nuevo aproximamiento con el proletariado aspiraba a pensar al pueblo como inspiración de un teatro nacional. El involucramiento del teatro universitario con los sectores populares se reforzó en las siguientes décadas, pero se vio truncado en el momento en que ocurrió el Golpe de Estado y el teatro se tornó un ítem peligroso para el orden y control de la clase baja del país (18).

### Militancias teatrales
A comienzos de los sesenta el contrato del arte con la política ya era un hecho, dado que la relación de la cultura con la clase baja chilena trascendió más allá del teatro. Las luchas sociales entraron a escena y los actores nacieron del pueblo, como Víctor Jara (Aravena 18). Cristián Aravena arguye que “durante este proceso histórico se articularon un entramado de artistas que renovaron los vínculos con los sectores populares de Chile y se profundizaron los vínculos con las izquierdas de este país” (23). De este modo, el arte se unió al pueblo en su pugna por justicia social y mayor equidad.
A finales de los años sesenta, “los vínculos con los sectores oprimidos fueron cada vez más estrechos, las peñas se replicaron por todas partes, los grupos de canciones políticas proliferaban [...] los teatros obreros tuvieron importantes encuentros y montajes, la escena del teatro aficionado haría lo mismo. Las calles, los centros de madres, las juntas de vecinos, las universidades, las fábricas y los espacios estudiantiles se transformaron en una cancha de disputa política” (Aravena 33). En definitiva, la escena cultural tomó parte en el ambiente de Guerra Fría internacional y eligió al pueblo por sobre la elite. La sociedad chilena se dividió en dos y fue el punto de partida para lo que sucedió en la década del 70.

### Polarización
Triunfó la Unidad Popular con Salvador Allende como presidente (1970-1973) y a esta victoria le siguió un Golpe de Estado, el día 11 de septiembre de 1973 con Augusto Pinochet al mando de las Fuerzas Armadas de Chile, y la instauración de una dictadura militar (1973-1990) que acabó con la expresión cultural socialista.

## Análisis

### Nuevas subjetividades en escena
En Chañarcillo, se puede observar que el protagonismo de la obra ya no recae en reyes y aristócratas, sino que se centra en individuos que pertenecen al sector popular, como obreros, mineros y prostitutas. Dado esto, es que en la obra se ponen en escena nuevas subjetividades que rompen con la hegemonía de representación en el teatro. Se pretende construir una nueva escena alternativa que gire en torno a un teatro nacional popular, por lo que se potencia la creación de escenas y teatro desde estos sectores (Aravena 17). Con respecto a lo anterior, Aravena los establece como “procesos de apropiación práctica de aspectos políticos, enrevesados en complejas relaciones con la totalidad de la vida y no solo comprendidas desde aspectos económicos o históricos de las sociedades que la disputan” (12). Existe una interpretación de las esferas más reales de la vida en sociedad, donde el pueblo y todos sus participantes antes excluidos de relatos teatrales se ubican como centro de representación. Entonces, esta representación de ‘otros sujetos’, que no pertenecen a la alta sociedad, como obreros, indígenas, entre otros, no es sólo un hecho cultural, sino también político, que busca exponer la realidad de quienes están en una posición política, económica y social en desventaja. Se visibiliza la vida de un sector históricamente excluido, se da voz a personajes que tienen algo que contar desde los estratos bajos de la sociedad, y que contradictoriamente son los que construyen sociedad. 

### La representación de lo popular
El dramaturgo trata de “dar cuenta de los conflictos en las lecturas a lo popular chileno, en torno a los conocimientos y prácticas de las/os campesinos y los sectores oprimidos” (Aravena 23). De esta forma, Antonio Acevedo Hernández los saca de la casilla de lo “pintoresco” para darles la profundidad que requieren, los representa como seres con igualdad de necesidades emocionales y físicas que aquellos que ostentan el poder, pero que viven en condiciones de pobreza, violencia e injusticia. Así, en Chañarcillo ocurre una “politización de la escena epocal [que] se dio en un proceso donde se imbricaron diversos aspectos, estrechamente ligados al contexto, pero cimentados en prácticas teatrales de larga data y tradición” (Aravena 13). Por lo tanto, el dramaturgo de esta obra fue un adelantado, alguien con visión cultural de futuro, no tan solo en traerlos a una representación teatral y literaria, sino también en valorarlos, pues politizó el escenario y representó a sectores populares en un teatro elitista, acciones que ocurrieron con fuerza un par de décadas más tarde con los teatros universitarios, el término de la verticalidad con el pueblo y el fortalecimiento del vínculo de este último con la escena cultural de Chile. En este mismo sentido, la escena cuando el Yanqui mata al gaucho resulta ejemplificadora. El Yanqui o sujeto norteamericano es representado desde la tradición como parte de una elite, aristocrático, dueño de mineras, inversionista, pero en Chañarcillo se le representa desde la simetría cultural, excluyendo las diferencias devenidas desde la superioridad racial de lo extranjero norteamericano. La escena lo mezcla con el obrero minero, y lo representa con la bajeza de matar un ave indefensa, es un sujeto despreciado y justamente humillado por los mineros, ya que rompe las leyes de la mina. 
El Gringo.- A mi no tiene nadie que juzgarme. Yo solamente maté un pájaro inútil y feo que me seguía…
[...]
Ño Se Fue.- ¿Y por qué lo mataste?
El Gringo.- ¡Porque no es cierto! ¡ignorantes! ¡Indios! Cómo puede ocurrírseles que un pájaro feo, inútil sirva para algo… [...]
Pedro el suave.- [...] Amigos, estos gringos se figuran que porque son rucios son más que nosotros. No hay que aflojar nunca, que nunca nadie le gane al chileno a trabajar ni a peliar, ¿ah?
Como es posible distinguir, la representación de lo popular deja fuera toda asimetría social, la figura del Gringo es suprimida a las leyes de la mina, se rompe con una tradición de hegemonías extranjeras de poder y dominio y se da voz fuerte a las disidencia social del minero. El Gringo expresa e intenta intimidar su supuesta superioridad, pero se enfrenta a una realidad que poco la cree, y que en su lugar la toma como burla y experiencia de carácter. Tal como afirma Juan Andrés Piña, los mineros son retratados en todo su espectro, su lugar de trabajo, sus deseos, el dialecto, la música que disfrutan, los ritos de la mina y las tradiciones populares que son parte de su mundo (14). Esta decisión dramática evidencia aquel  querer del teatro popular de traer a flote las representaciones de sujetos marginales desde la tradición elitista y la posibilidad de contrastarlos reflexivamente con sus ´tradicionales´ sujetos y figuras superiores. 
Antonio Acevedo Hernández en Chañarcillo lleva a cabo un teatro social, este según Piña, es “el que indaga sobre las condiciones de vida y de relación entre las distintas clases sociales y cómo estas determinan a los individuos; da a conocer las percepciones del mundo de estos protagonistas; muestra su entorno, y toma partido por los más pobres, destacando sus anhelos de humanidad” (14). 

### Héroes y villanos
En esta obra se exponen las tensiones entre los personajes con poder y aquellos que pertenecen al proletariado, en Chañarcillo los primeros son malos y ocupan el dinero para el mal, mientras que los segundos son buenos o lo llegan a ser, desean la riqueza para compartirla con los de su clase y alcanzar la felicidad.
El Chicharra.- [...] Yo iré a luchar, no quiero ser más pobre ni miserable. No quiero enriquecer con mi esfuerzo a nadie más. Seré rico para ti, Carmen, para mi y para todos los demás.
[...]
El Chicharra.- ¡Y seremos ricos y felices!
La Carmen.- ¡Probaremos que la riqueza puede ser una bendición!
De este modo, los héroes “se encuentran en el pueblo despojado y modesto” (Piña 14). Un caso ejemplar es el de Pedro El Suave, que está del lado de la justicia, defiende y respeta a las mujeres, es engañado por su mujer y no la mata (como sí lo hace el Hombre del Desierto), ayuda a su amigo el Chicharra a buscar el Muro de Plata y mantiene el buen humor a pesar de la deshidratación, estar perdido en el desierto, una tormenta de arena, y la desconfianza cada vez mayor de su compañero de viaje. A continuación, una secuencia en que Pedro El Suave defiende a la Risueña del acoso del Cerro Alto: 
Pedro El Suave (Interponiéndose.).- Cerro, ya’stá güeno, deja esa chiquilla.
El Cerro Alto.- ¿Vos me venís a mandar?
[...]
Pedro El Suave.- ¿La oyen? Estaba sola, guacha, seguramente. Era, antes de venir, muy desgraciá. Vino… ustedes saben a qué… tal vez a buscar un amparo… a alguien que la quisiera como padre, como hermano y como… quieren los hombres, y se ha encontrao solamente con bajezas, malos tratos… cobardías; se ha encontrao con vos, figúrate.
Mientras que los villanos están “entre los ricos y poderosos” (Piña 14), pero sus errores no quedan impunes en la narrativa de Acevedo. Por ejemplo, don Patricio obtiene la Mina Olvidada a través de una estafa que en conjunto con Meneses realizan en contra de Germán Cárdenas. También es dueño de la taberna, en esta sólo tiene contratadas a mujeres que todo el día deben cantar, servir, limpiar y tolerar las humillaciones y aprovechamientos de los hombres que acuden. Sus malas acciones no quedan impunes, ya que Cárdenas se venga de él y la Planchada queda a cargo de la taberna. En la siguiente escena, la Carmen defiende su trabajo de las acusaciones de don Patricio:
La Carmen.- ¿Por qué me dicen tantas cosas? ¿No hei trabajao hasta quedar rendía? ¿No hei sío condescendiente hasta con los rotos más asquerosos pa que hagan su negocio? ¿Qué más quiere que haga? 
Un villano que ingresa a la historia muy avanzada la obra es el Sujeto Bien Vestido, quien hace su aparición como el representante del burgués déspota, que humilla a la heroína, la Carmen, y la cosifica, pues según sus palabras ella está para entretenerlos. No obstante, este personaje recibe su merecido a manos del Cerro Alto y debe huir de la taberna. A continuación, se aprecia la ironía con que trata a la Carmen y su concepción de ella como mujer:
La Carmen.- ¡Suélteme!
El Sujeto Bien Vestido.- Señores, esta mujer -que se hace la enojada- es de todos los hombres, porque su misión es divertirnos. ¿Y saben?, se había escondido. La niñita no quería venir a cantar, tuvimos que traerla con buenas maneras, y aquí está dispuesta a portarse bien. Yo la traje, interpretando el deseo de todos los mineros. ¿No es verdad que todos querían verla?

### Las excepciones a la regla
En Chañarcillo, la figura del villano rico tiene una excepción en Germán El Verde Cárdenas, quien es ingenuo, respetuoso, honrado y empático, pues cree en las palabras de don Patricio y cede el dinero sin cuestionar las intenciones de su interlocutor. También, mantiene un trato de respeto hacia Carmen, al contrario de los demás hombres de su clase que consideran que con dinero y violencia la pueden someter. Además, mantiene su honra durante toda la historia, ya que esgrime la verdad ante la estafa que sufre, sin victimizarse. La empatía se vislumbra cuando Gabino Atienza ha vuelto a caer en la pobreza y no posee más dinero en sus bolsillos, ante esto Cárdenas se compadece y le ofrece dinero:
El Verde Cárdenas.- Cárdenas, a sus órdenes. El servicio que le quería pedir es… que como veo que usté no tiene sencillo, quiero que me permita facilitarle…, usté, naturalmente, me paga cuando se acuerde…, unos cincuenta pesos…
Atienza.- Tiene usté la pinta del buen amigo. Yo, por estos generosos cincuenta pesos que usté ha sabío ofrecerme, le devolveré cincuenta mil.
De igual modo, la figura del obrero no está exenta de vicios, hay tres personajes que a pesar de estar del lado bueno de la historia, es decir, son mineros, cometen tres pecados: lujuria, ira y soberbia. El primero de ellos es el Cerro Alto, este personaje se caracteriza por creer que es imbatible, acosar a la Risueña y a la Carmen, y resolver los conflictos con violencia. Lo primero en derrumbarse es su soberbia, puesto que Pedro El Suave en un duelo de la “pulgá de sangre” le gana y lo deja grave. En segundo lugar, se acaba su lujuria, pues al recibir los cuidados desinteresados de la Risueña, cae en cuenta de su error, le pide perdón por las ofensas cometidas y decide entablar una relación sana con ella. Por último, está la ira, esta no se elimina, sino que se transforma, pasa de estar al orden de sus deseos a estar en pos de la comunidad, de imponer sus vicios al inicio a defender a mujeres y ancianos al final. La siguiente es una escena en que la Risueña marca el nuevo inicio del Cerro Alto como hombre de bien, después de que este salvó a la Carmen:
La Carmen.- Si no hubiera sío por El Cerro…
El Cerro Alto.- Me tocó ponerle un poquito e pólvora
La Risueña.- Agora El Cerro es buen hombre.
Ño Se Fue.- Si vos lo decís…
Gabino Atienza es el segundo personaje en tela de juicio, en su caso el acceso al dinero lo lleva a creer que puede poseer a la mujer que quiera por su riqueza, se enoja si no obtiene lo que quiere y cree que su fortuna no acabará y, si lo hace, la volverá a adquirir. En el primer caso, nunca obtiene el placer sexual que desea de la Risueña y de la Carmen, porque estas no caen ante la tentación del dinero. En segundo lugar, su ira no se expresa en violencia física como sucedía con el Cerro Alto, sino que la descarga en el desprestigio de las palabras. Por ejemplo, si una mujer no hace lo que él ordena, le enrostra los favores concedidos y la define en una posición de inferioridad. Tercero, su soberbia lo hizo malgastar su dinero, caer nuevamente en la pobreza y conjurar que volverá a enriquecerse fácilmente. A continuación, una escena en que se mezcla ira y soberbia:
La Planchada.- Tiene que pagar anticipao, no se haga el sordo.
Atienza.- ¿Sabe que me gusta? ¿No te acordai de mí? Yo soy Gabino Atienza, el hombre que más plata ha gastao en Copiapó, Chañarcillo, y Juan Godoy-, el mejor amigo. Yo hice rico a tu patrón y a vos te llené la trompa… Yo derramé mi plata… ¿Y agora creís que no te voy a pagar? Hay que suponer que no tuviera plata… Sé una cosa…, ¿ah?, callao el loro, sé una cosa… Un derrotero que me dará más que el otro. Me río del Suave, que anda buscando «la paer de plata». No l’hallará nunca. El que sabe dónde está esa riqueza soy yo. Este pecho. Pero cuando otra vez sea millonario, no daré como di, daré más. Empedraré el pueblo con plata, moleré la plata y en su polvo dormiré. ¿Qué tal, amigos?
El tercer personaje es una colectividad, que refiere a los mineros “chusma” que apoyan las decisiones del Sujeto Bien Vestido, por ende, están de lado de la burguesía y validan la humillación pública de la heroína y de Ño Se Fue, que dentro de la obra representa a las tradiciones del pueblo. La lujuria se observa en el afán de ver desnuda a la Carmen y de la posesión “por turnos” que tendrán de ella posteriormente. La ira se desata cuando Ño Se Fue se interpone en sus deseos, pero los intentos de este por salvarla no fructifican, puesto que los mineros en conjunto lo atacan y reducen para proseguir con su cometido. La soberbia está en la risa burlona con aires de impunidad que cala en los actos de vejamen hacia la Carmen y Ño Se Fue, debido a esto la escena se tiñe de impotencia para aquellos en el lado bueno de la historia:
Varios.- ¡Matemos al viejo! ¡Viejo infeliz!
(Todos se ríen e injurian. Hay una horrible onda de burla y seguirá hasta envolverlo todo si alguna acción más violenta aún no cambia las corrientes de infamia que lo profanan todo.)

### Riqueza y prestigio
En relación con lo dicho anteriormente, se puede afirmar que en la obra la situación económica de los personajes implica un cambio en el posicionamiento que estos tienen en el entorno social. De esta forma, es la “plata” el medio que les permite a estas subjetividades una posibilidad de “cruzar la línea de la miseria que la sociedad burguesa había trazado para ellas/os” (Aravena 31). En base a esto, se puede afirmar que el tránsito de la situación económica que buscan los personajes en la obra les puede provocar una transformación en relación con su entorno. De este modo, una vez que un personaje consigue acceder a la “plata”, tanto la percepción que el resto tiene de este como la forma en que se relacionan con él se transforma en función de la jerarquización que el dinero implica en la sociedad chilena, como se puede ver en el siguiente fragmento:
La Carmen.- ¡Son ellos! (Se levanta y vuelve a caer. La Risueña le da agua y le abre el chal con que la ha cubierto al encontrarla casi desnuda; la fricciona. Poco a poco vuelve en sí) Gracias a Dios. (La estremece y la alivia un hondo suspiro.) Qué feo habría sío que me hubiera ido al suelo delante de ellos, que esperan una mujer pa que los consuele. (Sonríe. Pausa.) Toy muy cambiá, Risueña, a lo mejor me hallan muy seria.
La Risueña.- Yo te hallo más bonita; así seria, me gustái más. Oye, sabís, quién sabe si será una lesera mía: me da mieo decirte de vos… Parecís…, de veras…, parecís una señora. Nadie aquí tiene ese… ese mando que tenís vos. De aquí en ailante me va a dar mieo abrazarte.
La Carmen.- Risueña, tan buena, tan amiga…, es tu cariño el que hace milagros.
El verde Cárdenas.- Es verdad, parece señora, como ella se portó y se porta, proceden las señoras. 
De este modo, a pesar de que en el personaje de la Carmen no se produce ningún cambio con respecto a antes de la llegada de el Chicharra, los demás personajes cambian la concepción que tienen de esta ante el hecho de que el retorno de estos personajes implica que han logrado encontrar “plata”. De esta forma, la relación horizontal de sororidad que había mantenido hasta ese momento con la Risueña, se ve transformada por el suceso que conlleva una prosperidad económica para la Carmen. En base a esto, desde este momento se empieza a establecer una relación vertical entre ambas personajes, en la que la Carmen se sitúa en un lugar superior en la jerarquía solo por el hecho de tener una mejor situación económica. Aunque esto no es percibido por ella, es la propia Risueña la que da cuenta de que la Carmen constituye una “señora”. Por consiguiente, hace explícita la cuestión de que no se podrá seguir dirigiendo ante ella con un “vos”, puesto que la Risueña tiene convencionalizado que en la interacción con una persona que está situada más arriba jerárquicamente lo más apropiado sería el  uso de la cortesía.  

En correlación con lo dicho anteriormente, la percepción y la forma en que se relacionan los personajes con otros también se ve transformada cuando sucede una situación de empobrecimiento. Por ende, se podría afirmar que el lugar privilegiado que la sociedad le da a una subjetividad debido a su situación económica favorable, no es una transformación permanente en el tiempo, sino que persiste tanto como el personaje logre mantener su fortuna, como se puede ver en la situación en que la Planchada no le quería servir a Gabino Atienza sin que pagara por anticipado, a lo que él responde:
Atienza.- (Introduce la mano al bolsillo.) Esta mujer es parienta de los jotes, a su moo conoce el olor de la plata… Se dio cuenta de que no la tenía. Ta bien, no tengo la plata…, pero voy a tenerla luego… y harta.
En base a este fragmento de Chañarcillo, se puede ver cómo se transforma la percepción que tienen los demás de Atienza y cómo cambia la forma en que se relaciona con los otros personajes.De esta forma, mientras que en el inicio de la obra era respetado por los demás mineros y por la Planchada, en esta parte de la obra se puede ver que ya no es tratado con los mismos privilegios que tenía cuando poseía dinero y que el resto de personajes ya no le tienen el mismo respeto. A pesar de que la forma de relacionarse que tiene Atienza con los demás personajes no ha cambiado, este ya no es percibido como si estuviera en una posición superior al resto ni establece relaciones verticales con ellos, por lo que estos ya no obedecen a todas las órdenes que da, debido a que ha perdido su poder económico. Además, dado que (como él mismo recuerda en la acción de meter la mano en sus bolsillos vacíos) se encuentra en una situación en la que ha perdido toda su riqueza, se tiene que resignar a que los demás no lo traten como un superior, sino como un par. Esto se puede ver en el ofrecimiento que le realiza Ño Se Fue a Atienza:
Ño Se Fue.- Amigo Atienza: compañeros juimos en la Descubriora y en Lomas Baya; me creo con todo derecho a servirlo. ¿Quieres tomar un trago con nosotros y comer un causeito poco? Modesto…, nosotros somos pobres… 
De esta manera, en este fragmento Ño Se Fue le ofrece un “causeito” a Atienza recordando una anterior experiencia de compañerismo con este. En base a esto, la relación que se establece entre ambos tiene un carácter horizontal, puesto que se encuentran en una misma situación económica. Esto es lo que le recuerda este personaje a Atienza al final de este fragmento, en el que habla de un “nosotros” para referir que tanto él como Atienza son pares que están en una misma situación de pobreza, por lo que tienen que apoyarse entre ellos (aunque sea modestamente). 

Finalmente, se puede plantear que en la obra lograr riqueza y mejorar la situación socioeconómica no es una cuestión que esté al acceso de todos ni que se pueda lograr fácilmente. Por lo tanto, para poder conseguir la plata el Chicharra tiene que atravesar el desierto por derroteros que les provocan extraviarse constantemente, como se puede ver en el siguiente fragmento: 
El Chicharra.- ¡Plata pura! ¡Lo encontramos nosotros! ¡Es el mineral más rico de Chile! ¿Qué te parece, Suave? (Sin esperar respuesta, se tira al suelo y abraza al trozo de plata, en seguida lo pone de almohada.) Días y días por el desierto quemaos hata el alma…, medo muertos, aplastaos por los fríos de la noche, oprimios por las penas del desierto, agonizando de se, amenazaos por pajarracos, los sueños llenos de diablos, extraviados por los brujos. Las huellas, tragás por el desierto. ¡No le basta al desierto comérselo a uno, también se traga los caminos! 
En consecuencia, se puede ver la imposibilidad y la dificultad que implica poder franquear esta línea de la miseria para una subjetividad proveniente de la clase minera chilena. De esta forma, se podría decir que en la obra se concluye que mediante la jerarquización que se establece con el poder económico, jamás se podrán realizar las reivindicaciones para el pueblo chileno, puesto que para el sector popular tener acceso a la riqueza implica atravesar caminos arriesgados para llegar a un situación socioeconómica que puede que no sea duradera en el tiempo.